# Сенатосенко, Григорий Прокофьевич
Григорий Прокофьевич Сенатосенко (1923 год — 8 марта 1945 года) — старший сержант, снайпер 1374-го стрелкового полка 416-й стрелковой дивизии, Герой Советского Союза (1945).

## Биография
Родился в 1923 году в селе Боевое ныне Донецкой области в семье рабочего. Окончил 7 классов школы. Работал в колхозе. После окончания курсов бухгалтеров работал счётоводом. В 1941—1943 годах проживал на оккупированной немцами территории. В Красную Армию призван с октября 1943 года, с ноября на фронте.
Участвуя в Березнеговато-Снигирёвской и Одесской наступательных операциях, уничтожил 21 солдата противника, в боях на р. Днестре он уничтожил еще пять захватчиков. Действия снайпера были отмечены орденом Красной Звезды
В бою за город Кюстрин в районе железнодорожной станции 8 марта 1945 года подавил огонь вражеского ДЗОТа, отрезавшего возможности для продвижения вперёд. В рукопашном бою уничтожил 6 вражеских солдат, но сам при этом погиб.
Указом Президиума Верховного Совета СССР от 31 мая 1945 года Г. П. Сенатосенко присвоено звание Героя Советского Союза.
Приказом министра обороны СССР Григорий Прокофьевич Сенатосенко навечно зачислен в списки 1-й роты своего полка.

## Награды
- Медаль «Золотая Звезда» Героя Советского Союза
- орден Ленина
- орден Красной Звезды

## Память
- Именем Героя названа улица в его родном селе.
- Ныне полк, в списки которого он навечно зачислен, является 60-м мотострелковым полком 16-й гвардейской танковой дивизии 2-й гвардейской танковой армии.